# Rheumaptera postalbidata
Rheumaptera postalbidata är en fjärilsart som beskrevs av Hörh 1934. Rheumaptera postalbidata ingår i släktet Rheumaptera och familjen mätare. Inga underarter finns listade.